# Rambong Payong (Peulimbang)
Rambong Payong is een bestuurslaag in het regentschap Bireuen van de provincie Atjeh, Indonesië. Rambong Payong telt 893 inwoners (volkstelling 2010).